# ۱۵۹۸ (میلادی)
۱۵۹۸ (میلادی) هزار و پانصد و نود و هشتمین سال تقویم میلادی است.

## زادگان
- ۷ دسامبر – جیان لورنزو برنینی، هنرمند، معمار، نقاش، و مجسمه‌ساز ایتالیایی (د. ۱۶۸۰)

## درگذشتگان
- 13 سپتامبر - فیلیپ دوم (اسپانیا): پادشاه اسپانیا.